# Iulian Petrache
Iulian Petrache (Kománfalva, 1991. március 14. –) román labdarúgó, jelenleg a lengyel másodosztályú Olimpia Elblag játékosa.

## Statisztikái
2013. december 8-án
| Klub         | Szezon | Bajnokság | Bajnokság | Kupa  | Kupa | Ligakupa | Ligakupa | Európa | Európa | Összesen | Összesen |
| Klub         | Szezon | Meccs     | Gól       | Meccs | Gól  | Meccs    | Gól      | Meccs  | Gól    | Meccs    | Gól      |
| ------------ | ------ | --------- | --------- | ----- | ---- | -------- | -------- | ------ | ------ | -------- | -------- |
| Bihor Oradea |        |           |           |       |      |          |          |        |        |          |          |
| 2010–11      | 5      | 0         | 0         | 0     | 0    | 0        | 0        | 0      | 5      | 0        |          |
| 2011–12      | 17     | 1         | 0         | 0     | 0    | 0        | 0        | 0      | 17     | 1        |          |
| 2012–13      | 13     | 0         | 0         | 0     | 0    | 0        | 0        | 0      | 13     | 0        |          |
| Total        | 35     | 1         | 0         | 0     | 0    | 0        | 0        | 0      | 35     | 1        |          |
| Kaposvár     |        |           |           |       |      |          |          |        |        |          |          |
| 2013–14      | 11     | 2         | 3         | 0     | 4    | 2        | 0        | 0      | 18     | 4        |          |
| Total        | 11     | 2         | 3         | 0     | 4    | 2        | 0        | 0      | 18     | 4        |          |
| Career Total |        | 46        | 3         | 3     | 0    | 4        | 2        | 0      | 0      | 53       | 5        |